# Taishi Tsukamoto
Taishi Tsukamoto (født 4. juli 1985) er en tidligere japansk fodboldspiller.
Han har spillet for flere forskellige klubber i sin karriere, herunder Omiya Ardija.